# Вайсбурд, Леонид Абрамович
Леонид Абрамович Вайсбурд (р. 1921) — советский конструктор танков.
Родился в Киеве. С 1940 года служил в РККА. Участник Великой Отечественной войны (Брянский, Центральный, 1-й Украинский фронты, капитан).
Окончил Московскую академию бронетанковых и механизированных войск им. Сталина (1949), военный инженер-конструктор.
С 1949 по 1975 г. работал на Уралвагонзаводе в конструкторском отделе. Начальник сектора «Отдела 520» (1957—1960), начальник моторного бюро «Отдела 520» (1960—1968), и. о. заместителя главного конструктора «Отдела 520» УВЗ/УКБТМ (1968—1971), заместитель главного конструктора УКБТМ (1971—1975), полковник.
Занимался совершенствованием узлов танков Т-55, Т-62, в 1968 г. возглавил разработку и создание моторно-трансмиссионной установки танка Т-72.
Награждён орденами Октябрьской революции, Красной Звезды, медалями «За боевые заслуги», «За победу над Германией» и др.
Сейчас[когда?]

 живёт в США.